# إرنست ويليام روبنسون
إرنست ويليام روبنسون هو سياسي كندي، ولد في 18 مايو 1875 في كندا، وتوفي في 4 فبراير 1952 في كندا. حزبياً، نشط في الحزب الليبرالي الكندي. وقد انتخب عضو مجلس العموم الكندي.